# 袁建尧
袁建尧（1953年7月—），湖南衡东人。男，汉族。中华人民共和国政治人物。

## 生平
1971年2月参加工作，1973年12月加入中国共产党。湖南师范大学政治系毕业。
1971年2月至1978年3月任长沙市23中学（现长沙外国语学院）团委书记。1978年3月至1982年1月在湖南师范大学政治系学习。1982年1月至1984年3月在湖南师范大学马列教研室工作。
1984年3月至1993年7月历任湖南省人民政府办公厅研究室干部、主任科员，副、正处级研究员，综合处处长。1993年7月至1996年1月任湖南省人民政府研究室副厅级研究员、副主任、党组成员。1996年1月至1998年7月任湖南省人民政府副秘书长，办公厅副主任、党组成员。
1998年7月至2003年2月任中共湖南省委副秘书长、省委政策研究室主任。
2003年2月至2008年8月任湖南省人民政府秘书长、党组成员，办公厅主任、党组书记。2008年8月至2008年11月任湖南省人民政府省长助理、秘书长、党组成员，办公厅主任、党组书记。2008年11月至今任湖南省人民政府省长助理、党组成员。